# آلپیرسباخ
آلپیرسباخ (Alpirsbach) شهری است در ایالت بادن-وورتمبرگ آلمان.